# Tajuria lucrosa
Tajuria lucrosa är en fjärilsart som beskrevs av Hans Fruhstorfer 1912. Tajuria lucrosa ingår i släktet Tajuria och familjen juvelvingar. Inga underarter finns listade i Catalogue of Life.